# Parafia Wniebowzięcia Najświętszej Maryi Panny w Makowcu
Parafia rzymskokatolicka pod wezwaniem Wniebowzięcia Najświętszej Maryi Panny w Makowcu – jedna z 12 parafii dekanatu Radom-Wschód diecezji radomskiej.

## Historia
Parafia została erygowana przez bp. Edwarda Materskiego 1 sierpnia 1989 z wydzielonego terenu parafii Skaryszew. Kaplica tymczasowa wzniesiona była w 1989. Kościół pw. Wniebowzięcia Najświętszej Maryi Panny, według projektu arch. Jerzego Filipiuka i konstr. Władysława Gierady, zbudowany został w latach 1992–1994 staraniem ks. Henryka Dziadczyka. Poświęcenia dokonał w 1994 bp Edward Materski. Konsekracji dokonał 8 grudnia 2002 bp Zygmunt Zimowski. Świątynia jest wzniesiona z czerwonej cegły i żelbetu.

## Zasięg parafii
Do parafii należą wierni mieszkający w Makowcu (bez ul. Grota-Roweckiego) i Makowie (ul. Gajowa, Lipowa, Osiedlowa).

## Proboszczowie
- 1989–2012 – ks. kan. Henryk Dziadczyk
- od 2012 – ks. Andrzej Wiktor Wąsik